# Gilberte Périer
Pour les articles homonymes, voir Périer.
Françoise Gilberte Périer, née Pascal à Clermont-Ferrand le 1er janvier 1620 et morte à Paris le 25 avril 1687, est une personnalité française, connue pour ses écrits sur son frère le scientifique et philosophe Blaise Pascal.

## Biographie
Elle est la fille aînée d'Etienne Pascal et d'Antoinette Bégon (1596-1626?). Elle est la sœur aînée du philosophe français Blaise Pascal et de la religieuse Jacqueline Pascal. Sa maison natale se situait place Lemaigre, en haut de la rue des Gras à proximité de la cathédrale.
Le 13 juin 1641, elle épouse à Rouen Florin Périer (ca 1610 - 1672), seigneur de Bienassis, de qui elle aura six enfants :
- Étienne (1642-1680) ;
- Jacqueline (1644-1696) ;
- Marguerite, qui deviendra religieuse à Port-Royal des Champs (1646-1733) ;
- Marie (1647 - vers 1650) ;
- Louis (1651-1713) ;
- Blaise (1653-1684).

## Postérité
En 2021 dans le cadre d'une résidence d'artiste à Clermont Auvergne Métropole l'illustratrice Justine Péronnet a fait de Giberte Périer le sujet de planches d'une bande dessinée contemporaine.

## Œuvres
- Gilberte Périer, La vie de Monsieur Paschal, escrite par Madame Perier, sa sœur, femme de Monsieur Perier, conseiller de la Cour des Aides de Clermont, 1684 (lire sur Wikisource).
- Armand-Prosper Faugère, Lettres, opuscules et mémoires de madame Périer et de Jacqueline, sœurs de Pascal, et de Marguerite Périer, sa nièce, 1845 (lire en ligne).